# Strobilopsidae
Strobilopsidae zijn een familie van weekdieren uit de klasse van de Gastropoda (slakken).

## Geslachten
- Enteroplax Gude, 1899
- Eostrobilops Pilsbry, 1927
- Strobilops Pilsbry, 1893